# مهرداد هدايتيان
مهرداد هدايتيان (بالفارسية: مهرداد هدايتیان)؛ هو لاعب كرة قدم إيراني من مواليد 2 نوفمبر 1997، يلعب في صفوف نادي نفط مسجد سليمان.

## روابط خارجية
- مهرداد هدايتيان على موقع قاعدة بيانات كرة القدم.إي يو (الإنجليزية)
- مهرداد هدايتيان على موقع قاعدة بيانات كرة القدم.إي يو (الإنجليزية)
- مهرداد هدايتيان على موقع Soccerway.com (الإنجليزية)